# Johann Benjamin Groß

Johann Benjamin Gross

Johann Benjamin Gross (* 12. September 1809 in Elbing; † 1. September 1848 in Sankt Petersburg) war ein deutscher Violoncellist und Komponist (es existierten die zeitgenössischen Schreibweisen Gross und Groß).

## Leben
Johann Benjamin Gross wuchs in Elbing (heute Elbląg) in Ostpreußen auf und erhielt ersten Musikunterricht bei seinem Vater, dem Glöckner Georg G. Gross. Seine Mutter Dorothea war eine geborene van Bergen. In Berlin erhielt er dann seine Cello-Ausbildung beim Kammermusiker Ferdinand Hansmann, einem Schüler von Jean-Pierre Duport.
1824 bekam Gross seine erste Anstellung im Orchester des Königstädtischen Theaters bei Berlin. 1830 wurde er 1. Solocellist des Gewandhausorchesters in Leipzig und verkehrte in den Musikerkreisen um Felix Mendelssohn Bartholdy, Friedrich Wieck, dessen Tochter Clara und Robert Schumann. 1833 war er kurzzeitig Cellist im Orchester des Magdeburger Theaters. Sein Freund, der Geiger Ferdinand David, holte ihn danach in das Privatquartett des Barons Karl Eduard von Liphart nach Dorpat (heute Tartu) im heutigen Estland, das sich nach einer sehr produktiven Phase 1834 auflöste.
Nach mehreren Konzertreisen durch Mittel- und Osteuropa erhielt Gross 1837 den Ruf nach St. Petersburg, wo er 1. Cellist des Kaiserlichen Hoforchesters wurde. Mit dem Geigenvirtuosen Henri Vieuxtemps etablierte er eine neue Quartettkultur in der russischen Metropole. Er war äußerst einflussreich für das Musikleben als Co-Direktor der Philharmonischen Gesellschaft und war als Cellolehrer gefragt; sein bekanntester Schüler war Nikolai Iwanowitsch Zaremba. Zuletzt wurde er zum Privatlehrer von Großfürst Michael, Sohn von Zar Nikolaus I. berufen. Gross hinterließ knapp 80 Musikwerke, insbesondere für sein Instrument. Am 1. September 1848 starb er in St. Petersburg an Cholera.
Gross war seit 1835 verheiratet mit Catharina von Witte aus Reval (heute Tallinn), mit der er zwei Töchter und einen Sohn hatte, der früh starb. Die beiden Töchter waren Amalie und Dorothea Maria. Tochter Dorothea Maria, (* 1838 in Reval) zog später nach Lübeck und heiratete 1860 dort den Hanfgroßhändler Ferdinand Dahlberg, mit dem sie vier Kinder hatte. Einer ihrer Söhne ging in die Vereinigten Staaten, wo er in eine Pianisten-Familie heiratete und selbst als Musiker angesehen war.
Gross stand 1837–1840 im Briefwechsel mit Robert Schumann.

## Nachruf
Der Hamburger Komponist F. H. Thrun schrieb über ihn in einem Nachruf: J. B. Groß gehörte zu jenen stillen, innerlichen Künstlernaturen, die selten in der großen Welt zu großem Ansehen gelangen, aber im engeren Kreise wahrhafter Künstler und Kunstfreunde starke und dauernde Sympathien erregen. In seinen Compositionen, größtenteils dem Felde der höheren Kammermusik angehörend, wehte ein ernster, poetischer Geist; sie war dem großen Haufen nicht leicht verständlich und leicht zugänglich, werden aber der Achtung ächter Kenner nie ermangeln. sondern in immer erhöheterem Grade derselben theilhaftig werden. Als Virtuose auf dem Violoncell fehlte ihm freilich jene coquette Leichtigkeit, jenes Prunken mit wohlfeilen Effekten, wodurch ein moderner Kunstreisender ein Salonpublikum in Staunen versetzt; er spielte eben, wie er komponierte: correct, poetisch, sinnig…

## Wiederentdeckung
Nachdem das kompositorische Schaffen von Gross über lange Zeit in Vergessenheit geraten war, wurden einzelne Werke 2004 im Rahmen des Schumann-Festes in Düsseldorf wieder aufgeführt. 2009/10 fanden weitere Aufführungen statt in Paris, Gent, Kopenhagen, Wien, Leipzig, bei den Bruchsaler Schloßkonzerten (Ausstrahlung SWR) am 12. Februar 2009 und im Musikinstrumenten-Museum Berlin anlässlich seines 200ten Geburtstages am 21. Juni 2009. In Köln fanden weitere Konzerte am 21. November 2010 (Ausstrahlung WDR) und 10. Dezember 2010, eine weitere am 20. Februar 2011 in Stuttgart, am 24. November 2011 die Wieder-Aufführung eines Cello-Konzertes in seiner Heimatstadt Elbing. Anlässlich des 210ten Geburtsjahres fand das Schlusskonzert des 14. Goldberg Festivals in Gdańsk am 1. September 2019 statt. Dabei wurden ausschließlich Werke von Gross aufgeführt.  Erste CD-Einspielungen seiner Werke sind 2009 (ebl.laborie), 2011 (ars production) und 2020 (Chopin Iniversity Press) erfolgt. Das Verdienst um seine Wiederentdeckung liegt bei dem ehemaligen Cellisten der Düsseldorfer Symphoniker, Alfred Lessing, der den Notenfundus rekonstruiert hat und bei Christophe Coin, dem derzeit wichtigsten Interpreten von Gross. Zuletzt wurde ein bisher unbekannter Notenfundus in der Handschriftenabteilung des Instituts zur Geschichte der Künste in St. Petersburg sowie in der Biblioteka Bobolanum in Warschau ausgehoben. Die Noten von Gross werden wieder- bzw. neu verlegt bei PAN Verlag GmbH, Basel/Kassel (Herausgeber Folckert Lüken-Isberner), beim Kammermusikverlag Wegscheid und bei Eufonium Publications Gdynia.

## Werke

### Orchesterwerke
- Cellokonzert in Form eines Concertino op. 14 d-Moll
- Larghetto und Variationen für Violoncello mit Orchesterbegleitung op. 28
- Cellokonzert op. 31
- Variationen für Violoncello mit Orchesterbegleitung op. 34(a)
- Cellokonzert op. 38 C-Dur
- Cellokonzert (1834)
- Ballade für Violoncello mit Orchesterbegleitung op. 40
- Ouverture zu "Iphigenia"
- Ouverture zu "God save"
- Festouverture
- Ouverture zu "König Ottokar"
- Ouverture F-Dur
- Bearbeitg. der 8. Klaviersonate op. 13 von Beethoven für Orchester
- Konzert für Klavier, Violoncello und Orchester

### Cello und Klavier
- Sonate für Klavier und Violoncello op. 7
- Divertissement für Violoncello mit Klavierbegleitung op. 8
- Rhapsodien für Violoncello und Klavier op. 12
- Lyrische Stücke für Cello mit Klavierbegleitung op. 26
- Serenade für Violoncello und Klavier op. 32
- Rhapsodien für Violoncello und Klavier op. 33
- Duo brillant nach Motiven aus Meyerbeers Oper „Die Hugenotten“ für Klavier und Violoncello op. 37(b)
- Drei Solos für Violoncello mit Klavierbegleitung op. 43

### Celloduos
- Zwei leichte Duette für zwei Violoncelli op. 5
- Vier amüsante und leichte Stücke für 2 Violoncelli op. 10
- Execitien in Form von Variationen über die russische Volkshymne „Schütze den Kaiser Gott“ für 2 Violoncelli op. 34
- 24 leichte Duos für zwei Violoncelli op. 42
- Sonate für 2 Violoncelli
- Serenade für 2 Violoncelli
- "Ondine" für 2 Violoncelli

### Weitere Duos
- Capriccio über ein Thema aus Méhuls Oper „Joseph in Ägypten“ für Violoncello und Bass op. 6
- "Souvenirs de la Pologne" für Gitarre/Klavier und Violoncello (zus. mit Jan Nepomuk Bobrowicz und Ludwig Schuncke)

### Violoncello solo
- "Idea c'oluthien" für Violoncello
- Adagio und Rondo für Violoncello
- Fantasie für Violoncello
- Andante und Variationen für Violoncello
- Variationen "Heil dir im Siegerkranz"

### Klavier solo
- Thema F-Dur für Klavier
- "Pulverstoffelgalopp" für Klavier
- "Abschiedswalzer" für Klavier

### Streichquartette
- Streichquartett Nr. 1 op. 9
- Streichquartett Nr. 2 op. 16
- Variationen über eine Barcarole für Streichquartett op. 24
- Streichquartett Nr. 3 op. 37(a)
- Streichquartett Nr. 4 op. 39
- Streichquartett a-moll
- Streichquartett F-Dur
- Streichquartett Es-Dur
- Streichquartett G-Dur
- Quartettvariationen

### Weitere Kammermusikwerke
- Variationen über ein Thema aus Meyerbeers Oper „Die Hugenotten“ für Violoncello mit Streichquartett/Klavier op. 30
- Musikstücke für Bläser
- "Ernani" für Klavier und 3 Violoncelli
- "Il Carneval die Venezia" für 2 Violoncelli und Klavier
- Trio für Violine, Viola und Violoncello

### Studienwerke
- Exercitien für 2 Violoncelli op. 34(b)
- Elemente des Violoncellspiels, op. 36

- Etüden für Violoncello ohne Daumenaufsatz op. 41

### Vokalwerke
- 6 Lieder für Singst. und Klavier op. 1
- "Der 142ste Psalm Davids" für SIngst. u. Klavier op. 2
- Liebeslieder für Singst. und Kavier op. 25
- Vierst. Männerlieder op. 27
- "Gesänge zur Leichenfeier" für 4 Männerst. und Klavier op. 29
- Lieder und Gesänge für 4 Männerst. und Klavier op. 35
- "Abschied" für Singst. und Klavier
- "Am Grabe" für 4 Männerst.
- "Warnung vor dem Wasser"für 4 Männerst. und Klavier

- Romanze für Singst. und Klavier
- "Meyta", Russisches Lied für Singst. und Klavier
- 6 Lieder (1.) aus Hebels "allemannischen Gedichten" für Singst. und Klavier/Gitarre
- 6 Lieder (2.) aus Hebels "allemannischen Gedichten" für Singst. und Klavier/Gitarre
- Ariette für SIngst. und Klavier

### Messe
- Messe mit dt. Text für Singst., Chor und Orchester